# 252-я штурмовая авиационная дивизия
252-я штурмовая авиационная Краснознамённая дивизия (252-я шад) — соединение Военно-Воздушных сил (ВВС) Вооружённых Сил РККА штурмовой авиации, принимавшее участие в боевых действиях Великой Отечественной войны.

## Наименования дивизии

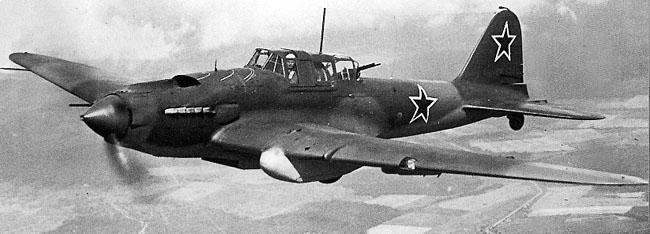
Ил-2

- 252-я штурмовая авиационная дивизия;
- 252-я штурмовая авиационная Краснознамённая дивизия;
- 109-я штурмовая авиационная Краснознамённая дивизия;
- Полевая почта 65208.

## Создание дивизии
252-я штурмовая авиационная дивизия сформирована Приказом НКО СССР 27 июля 1942 года в составе 9-й воздушной армии Дальневосточного фронта.

## Переименование дивизии
252-я штурмовая авиационная Краснознамённая дивизия Директивой Генерального штаба 20 февраля 1949 года была переименована и получила наименование 109-я штурмовая авиационная Краснознамённая дивизия.

## В действующей армии
В составе действующей армии:
- с 9 августа 1945 года по 3 сентября 1945 года.

## Командир дивизии
| Звание                  | Имя                           | Период                  | Примечание                                        |
| ----------------------- | ----------------------------- | ----------------------- | ------------------------------------------------- |
| Подполковник, Полковник | Абросимов Борис Александрович | 27.07.1942 — 20.02.1944 | погиб на стажировке в 16-й ВА Белорусского фронта |
| Подполковник, Полковник | Макаров, Василий Харитонович  | 18.03.1944 — 01.05.1949 |                                                   |

## В составе объединений
| Дата          | Фронт (округ)                 | Армия                | Примечания |
| ------------- | ----------------------------- | -------------------- | ---------- |
| 27.07.1942 г. | Дальневосточный фронт         | 9-я воздушная армия  | -          |
| 19.03.1945 г. | Приморская группа войск       | 9-я воздушная армия  | -          |
| 05.08.1945 г. | 1-й Дальневосточный фронт     | 9-я воздушная армия  | -          |
| 03.09.1945 г. | 1-й Дальневосточный фронт     | 9-я воздушная армия  | -          |
| 01.10.1945 г. | Приморский военный округ      | 9-я воздушная армия  | -          |
| 20.02.1949 г. | Приморский военный округ      | 54-я воздушная армия | -          |
| 01.06.1953 г. | Дальневосточный военный округ | 54-я воздушная армия | -          |

## Части и отдельные подразделения дивизии
За весь период своего существования боевой состав дивизии не претерпевал изменения:
| Период                  | Наименование                     | Вооружение                                             |
| ----------------------- | -------------------------------- | ------------------------------------------------------ |
| 01.09.1942 — 01.10.1944 | 75-й штурмовой авиационный полк  | И-15бис, И-153, И-16, Ил-2, переформирован в 410-й шап |
| 01.10.1944 — 19.01.1945 | 410-й штурмовой авиационный полк | Ил-2, убыл в 128-ю сад                                 |
| 05.08.1942 — 1955       | 78-й штурмовой авиационный полк  | Ил-2, Ил-10, МиГ-15, расформирован                     |
| 05.08.1942 — 20.02.1949 | 846-й штурмовой авиационный полк | Ил-2, Ил-10, переименован в 720-й шап                  |
| 05.08.1942 — 20.02.1949 | 906-й штурмовой авиационный полк | Ил-2, Ил-10, переименован в 692-й шап                  |
| 20.02.1949 — 1955       | 692-й штурмовой авиационный полк | Ил-10, МиГ-15, передан в 186-ю шад                     |
| 20.02.1949 — 1955       | 720-й штурмовой авиационный полк | Ил-10,МиГ-15, расформирован                            |

### Боевой состав на начало войны с Японией
| Наименование                     | Вооружение, Базирование                                |
| -------------------------------- | ------------------------------------------------------ |
| 75-й штурмовой авиационный полк  | Ил-2, Кремово, Приморский край                         |
| 77-й штурмовой авиационный полк  | Ил-2, Ляличи (Приморский край)                         |
| 537-й штурмовой авиационный полк | Ил-2, Барановский (Приморский край)                    |
| 906-й штурмовой авиационный полк | Ил-2, Михайловка (Михайловский район, Приморский край) |

### Боевой состав на 1950 год
| Наименование                     | Вооружение, Базирование                                                  |
| -------------------------------- | ------------------------------------------------------------------------ |
| 78-й штурмовой авиационный полк  | Ил-10, Арсеньев (Приморский край)                                        |
| 692-й штурмовой авиационный полк | Ил-10, Михайловка (Михайловский район, Приморский край) (Коммуна Ленина) |
| 720-й штурмовой авиационный полк | Ил-10, Покровка (Приморский край)                                        |

## Участие в операциях и битвах
- Харбино-Гиринская наступательная операция — с 9 августа 1945 года по 2 сентября 1945 года.

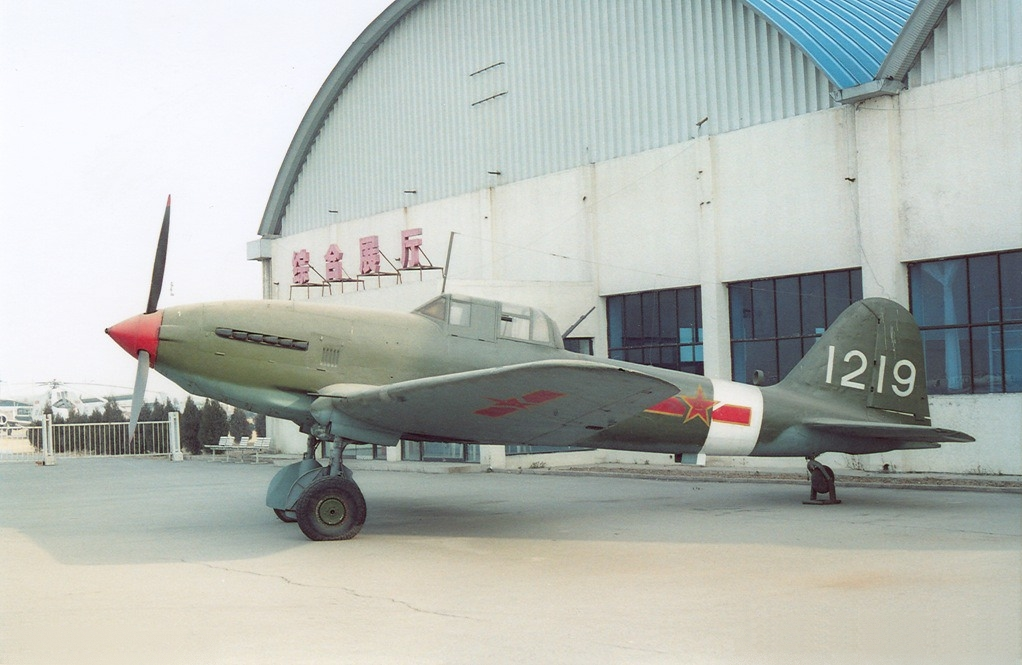
Ил-10 в музее Китая

## Награды
252-я штурмовая авиационная дивизия Приказом Народного комиссара обороны СССР № 0165 от 28 сентября на основании Указа Президиума Верховного Совета СССР от 19 сентября 1945 года за образцовое выполнение заданий командования в боях против японских войск на Дальнем Востоке при форсировании реки Уссури, прорыве Хутоуского, Мишанського, Пограничненского и Дунненского укреплённых районов, овладении городами Мишань, Гирин, Яньцзи, Харбин и проявленные при этом доблесть и мужество награждена орденом «Красного Знамени».

## Благодарности Верховного Главнокомандующего
Дивизии за овладение всей Маньчжурией, Южным Сахалином и островами Сюмусю и Парамушир из группы Курильских островов, главным городом Маньчжурии Чанчунь и городами Мукден, Цицикар, Жэхэ, Дайрэн, Порт-Артур объявлена благодарность.

## Базирование
| Период            | Место базирования         |
| ----------------- | ------------------------- |
| 08.1945 — 09.1945 | Уссурийский край          |
| 09.1945 — 1949    | Хейдзио, Сунан, Корея     |
| 1949 — 1955       | Арсеньев, Приморский край |